# 费斯图斯·莫加埃
费斯图斯·莫加埃（Festus Mogae，1939年8月21日—），生于塞罗韦，非洲國家波札那的政府官員，1998年至2008年間任總統。
從英國牛津大學畢業後，學成歸國的莫加埃就任職於波札那政府，隨後掌管國際貨幣組織。1992年，他獲選為該國副總統，1998年，他再當選為波札那總統。
| 前任： 奎特·马西雷 | 博茨瓦纳总统 1998年-2008年   | 繼任： 伊恩·卡马 |
| 前任： 彼得·穆西   | 博茨瓦纳副总统 1992年-1998年 | 繼任： 伊恩·卡马 |